# Supafuzz
Supafuzz ist eine US-amerikanische Punkband aus Lexington, Kentucky.

## Geschichte
Die Band wurde 1993 von Dean Smith (Bass) und Chris Hardesty gegründet, nachdem ihre Band Black Cat Bone zerbrach. Bereits im Gründungsjahr spielte die Band Konzerte in Kentucky. Ein Jahr später spielte die Band auch außerhalb des Bundesstaates Kentucky. Außerdem veröffentlichte die Band zwei LPs, die Supafuzz und All About the Rock heißen. Kurz bevor den Arbeiten an ihrem Album Pretty Blank Page verließ Schlagzeuger Chris Hardesty die Band und wurde durch Chris Letathers ersetzt. 1998 nahm Gotham Records die Band unter Vertrag. Dort wurde ihr Album Pretty Blank Page neu veröffentlicht. Nachdem diese Neuveröffentlichung auf den Markt gekommen war, verließ Smith die Band und wurde durch Jason Groves am Bass ersetzt. 2000 veröffentlichte die Band eine Neuveröffentlichung ihrer EP All About the Rock, ebenfalls bei Gotham Records.

## Diskografie
- 1994: Supafuzz (1999 neuveröffentlicht bei Gotham Records)
- 1997: Pretty Blank Page
- 1998: All About the Rock (2000 neuveröffentlicht bei Gotham Records)